# Dreamcatcher Company
Dreamcatcher Company (em coreano:  드림캐쳐 컴퍼니; anteriormente: HappyFace Entertainment)
é uma agência de entretenimento sul-coreana fundada pelo duo de produção musical E-Tribe, Ahn Myung-won e Kim Young-deuk, em 15 de agosto de 2008.

## História
A HappyFace Entertainment estreou seu primeiro artista, Nassun, através do hit de 2008 "U-Go-Girl" por Lee Hyori. Este single lançou E-Tribe, Nassun e a gravadora dentro do mainstream.
Em 5 de janeiro de 2009, o grupo Girls' Generation lançou o single Gee, produzido pelo E-Tribe. O single alcançou o primeiro lugar no Gaon Chart da Coreia do Sul por dois meses e conquistou mais de dez prêmios de final de ano, trazendo ainda mais força para o selo do E-Tribe no mercado. 
A gravadora trabalhou brevemente com HybRefine (atualmente integrante do Phantom) em 2010, para produzir o single "Cosmic Dance".
Após três anos de sucesso na produção de canções, a gravadora estreou seu primeiro girl group, Dal Shabet. E-Tribe produziu exclusivamente os lançamentos de Dal Shabet até o seu quinto mini-álbum, Have, Don't Have. O grupo continuou com o sucesso de E-Tribe e vários prêmios, incluindo 'Melhor Artista Iniciante' no Golden Disk Awards e no BUGS! Music Awards, em 2011.

### Fusão com a Y-WHO Enterprise e Novos Artistas
Em 4 de maio de 2011, foi anunciado que a HappyFace Entertainment sofreria fusão com a Y-WHO Enterprise, uma pequena agência de entretenimento fundada pelo ex-membro do ex-4men, e atual membro do Vibe, Yoo Min-soo. Com esta fusão, os artistas da Y-WHO Enterprise, 4men, Bebe Mignon e MIIII, tornaram-se oficialmente colegas de gravadora de Nassun e Dal Shabet.
Em setembro de 2014, a empresa estreou o MINX, seu primeiro grupo feminino desde Dal Shabet, debutado três anos antes.

### Re-debut, Subsidiárias e Mudança de Nome
Em janeiro de 2017, a HappyFace Entertainment anunciou a adição de duas novas integrantes ao MINX e informou que o grupo reestrearia como Dreamcatcher.
A HF Music Company foi lançada como a primeira subsidiária da empresa, e em 31 de Janeiro de 2017, foi informado que a participante do Kpop Star 5, Lee Si-eun, assinou um contrato de exclusividade com o novo selo. Em agosto do mesmo ano, foi anunciado a estréia do trio ballad Classmate.
Para demonstrar apoio ao seu principal grupo em atividade, a HappyFace Entertainment anunciou em 13 de fevereiro de 2019 que mudaria seu nome para Dreamcatcher Company.

## Artistas

### Artistas atuais
| Estreia | Artista      | Gênero    | Membros | Líder         | Extinto em | Nome do fã-clube | Cor oficial                      |
| ------- | ------------ | --------- | ------- | ------------- | ---------- | ---------------- | -------------------------------- |
| 1998    | 4men         | Masculino | 3       | Kim Young Jae | -          | 4MENIA           | -                                |
| 2007    | 미 (MIIII)   | Feminino  | Solo    | -             | -          | -                | -                                |
| 2008    | Nassun       | Masculino | Solo    | -             | -          | -                | -                                |
| 2010    | Bebe Mignon  | Feminino  | 3       | Haegeum       | 2012       | -                | -                                |
| 2011    | Dal Shabet   | Feminino  | 4       | -             | -          | Darling          | -                                |
| 2012    | Ben          | Feminino  | Solo    | -             | -          | -                | -                                |
| 2014    | MINX         | Feminino  | 5       | Ji-U          | 2016       | Vitaminx         | -                                |
| TBA     | Bella-4      | Feminino  | 4       | -             | -          | -                | -                                |
| 2017    | Dreamcatcher | Feminino  | 7       | JiU           | -          | InSomnia         | PANTONE 7623 C, PANTONE P 10-6 C |
| 2019    | D1CE         | Masculino | 5       | Yong Geun     | -          | Don1y            | Pantone 13-0919, Pantone 19-0805 |

### Produtor/compositor
- E-Tribe
- Nassun

### Ator
- Lee Seung Ho

### Artistas passados
- Haegeum (ex-integrante do Bebe Mignon)
- Park Ga-eul (ex-integrante do Bebe Mignon)
- Kang Eun-hye (Viki)[17] (ex-integrante do Dal Shabet)
- HybRefine